# قلعة مارون دير كيفا
قلعة مارون دير كيفا أو قلعة ميرون في دير كيفا في جبل عامل (جنوب لبنان). هي إحد القلاع الصليبية المبنية على بقايا قلعة فينيقية وتقع في شمال غرب دير كيفا. واسمها تاريخيا قلعة ميرون. للقلعة سبعة أبراج دائرية ضخمة. وقدإنهارت بعض أجزائها بفعل الزمن.
يقوم البارز من القلعة على سلف فينيقي سقط حصنه بيد الصليبيين عام 1124م. لتعرف بعدها باسم «ميرون»، القائد الصليبي الفرنسي الذي جدّد بناءها. وقد منحها موقعها على تل مرتفع يتوسط جيرة من الأودية؛ والسور الضخم الذي يلفها مع الأبراج العالية، منعة أمام كل الغزاة، فاستحالت عليهم، حتى سقطت بيد الاجتياح المملوكي بقيادة السلطان «قلاوون»، الذي حاصرها سبعة أيام واستولى عليها وهدمها عام 1289م؛ حتى لا تتحصن فيها فلول الصليبيين.
وظلت القلعة على حالها حتى سنة 1761م؛ عندما جدّد بناءها الشيخ عباس محمد النصار الوائلي، حاكم صور ومنطقتها إبان الحكم العثماني (1750م)؛ إذ ولّى عليها أخاه الشيخ حمزة الذي جعلها ثكنة له ومسكناً لعائلته. ثم أهلها الشيخ عباس الوائلي وتوارثها أبناؤه وأحفاده، منهم الشيخ كايد بندر والشيخ عبد الله والشيخ رضا الركيني وولده الشيخ حيدر مؤلف كتاب «جبل عامل في قرون».
حقبات تاريخية ثلاث تعاقبت على القلعة؛ ويشير الطابق الأرضي إلى صليبية طابعه، والانقاض التي في أسفله إلى الحقبة الفينيقية. بينما يظهر الطابق العلوي حديث عهد الحصن، الذي جدّد بناءه الشيخ النصار؛ ويتوزع بين أقبية وآبار وبيوت حجرية، انهار معظمها، وطمر بعضها. يحوطها سور منيع بارتفاع ستة أمتار وعرض مترين؛ وينتصب عند كل زاوية من زواياه السبع، برج مستدير يبلغ قطره ثمانية أمتار، أو أكثر، بداخله قبو يستخدم مهجعاً للحراس؛ فضلاً عن الأقبية التي استُعملت كسجون لعقود خلت.